# Venatrix esposica
Venatrix esposica är en spindelart som beskrevs av Volker W. Framenau och Vink 200. Venatrix esposica ingår i släktet Venatrix och familjen vargspindlar. Inga underarter finns listade i Catalogue of Life.